# Ignoti nulla cupido
La locuzione latina Ignoti nulla cupido (pronuncia ignòti nulla cupìdo), tradotta letteralmente, significa "dell'ignoto (non si dà, non è possibile) nessun desiderio", ossia, "non si può desiderare ciò che non si conosce". Si tratta di una citazione d'Ovidio (Ars amatoria, III, 397).
Detto in altre parole, non si desiderano che le cose che hanno fatto impressione sui nostri sensi.
In un significato più generale, la sentenza può esser citata per esprimere la tesi filosofica secondo cui la volontà segue necessariamente, e non precede mai, la conoscenza intellettiva: così, gli scolastici dicevano: Nihil volitum nisi praecognitum (latino medievale: "Nulla è voluto che non sia stato prima conosciuto").  